# もしも夢が叶うならば
「もしも夢が叶うならば」（もしもゆめがかなうならば）は、1996年3月25日に発売されたやしきたかじんの24枚目のシングル。

## 解説
前作より1年半振りのシングル。次作のシングルからオリコンチャート100位以内に入らない状態が続いたが、2010年発売「その時の空」が50位以内にランクされた。

## 収録曲
1. もしも夢が叶うならば [06:03]
作詞：伊藤薫／作曲：川上明彦／編曲：森俊之
2. 思い出よりこの瞬間 [05:06]
作詞：来生えつこ／作曲：来生たかお／編曲：梅垣達志
3. もしも夢が叶うならば（オリジナル・カラオケ）
4. 思い出よりこの瞬間（オリジナル・カラオケ）